# Plumalexius
Plumalexius rasnitsyni, Plumalexiidae
Famille
Genre
Espèce
Plumalexius est un genre éteint d'hyménoptères, dont seule une espèce, Plumalexius rasnitsyni est connue grâce à deux spécimens mâles piégés dans l'ambre de la fosse de White Oaks à Sayreville aux États-Unis. Le genre Plumalexius est le seul membre de la famille des Plumalexiidae. 

## Présentation
Les fossiles de Plumalexius rasnitsyni ont été datés du Crétacé supérieur. Le nom de l'espèce rend hommage au paléoentomologiste Alexandre Rasnitsyne.

## Première publication
(en) D.J. Brothers, « A new Late Cretaceous family of Hymenoptera, and phylogeny of the Plumariidae and Chrysidoidea (Aculeata) », Zookeys, vol. 130,‎ 2011, p. 515–542 (DOI 10.3897/zookeys.130.1591, lire en ligne)